# Ширтаны
Ширта́ны (чув. Шӑрттан) — деревня в Ибресинском районе, административный центр Ширтанского сельского поселения.

## География
Расстояние до Чебоксар 116 км, до райцентра 2 км, до ж.-д. станции 2 км. Через деревню протекает река Хома.

## Название
Исторические названия: Ширтан, Шартаны.

## Население
Жители — чуваши. Число дворов и жителей: в 1869 — 147 муж., 153 жен.; 1897 — 86 дворов, 226 муж., 223 жен.; 1926 — 141 двор, 344 муж., 366 жен.; 1939 — 398 муж., 441 жен.; 1979 — 328 муж., 366 жен.; 2002 — 189 дворов, 582 чел.: 285 муж., 297 жен. Проживают чуваши.
| 2010 | 2012 |
| ---- | ---- |
| 615  | ↘602 |

## История
Жители деревни — до 1835 государственные, до 1863 удельные крестьяне; занимались земледелием, животноводством, отхожими, сапожно-башмачными промыслами. В 1923 открыта начальная школа. В начале 20 в. функционировала водяная мельница. Находились в составе Муратовской, Хомбусь-Батыревской волостей Буинского уезда в 18 в. — 31 июля 1920 (Муратов. удел. приказа — 1835—1863), Хомбусь-Батыревской волости Цивильского уезда — 1 августа — 4 октября 1920, Ибресинского района Цивильского уезда — 5 октября 1920—1921, Хомбусь-Батыревской, Хормалинской волостей Батыревского уезда — 1921—1927, Ибресинского района — 1927—1962, с 1965, Вурнарского района — 1962—1965.

## Инфраструктура
Имеются школа, клуб, библиотека, 2 магазина.